# Sinagoga di Gorizia
La sinagoga di Gorizia è situata in via Graziadio Isaia Ascoli e risale al XVIII secolo.

## La sinagoga
La sinagoga di Gorizia si trova nell'area del vecchio ghetto, oggi via Graziadio Isaia Ascoli, dedicata al glottologo ebreo goriziano. Costruita nel 1756, sostituì un oratorio eretto provvisoriamente nel 1699 come luogo di preghiera comunitaria.
Si accede alla sinagoga attraverso un doppio ingresso ad arcate con portali in legno sovrastato dalle tavole della legge e da una stella a otto punte, che introduce in un piccolo cortile. L'accesso attuale è il risultato di una ristrutturazione del 1894, opera dell'ingegner Emilio Luzzatto, mentre in precedenza la sinagoga era racchiusa tra le case circostanti. Nel cortile si trovano una menorah (candelabro ebraico) stilizzata donata dallo scultore Simon Benetton e una lapide in memoria degli ebrei deportati da Gorizia il 23 novembre 1943.
Dall'atrio al pianterreno, che oggi ospita il museo ebraico, si sale al tempio situato al primo piano. 
Donata al Comune dopo che nel 1969 la Comunità ebraica di Gorizia era stata aggregata a quella di Trieste e il tempio, non più aperto al culto, era caduto in abbandono, la sinagoga è stata restaurata nel 1984, nel pieno rispetto dello stile e della struttura originari.
La sala, sovrastata dal matroneo ligneo a balconata, è illuminata da ampie finestre e da due lampadari in ferro battuto. Il tabernacolo (Aron-Ha-Kodesh/Armadio Sacro) in stile barocco, con quattro colonne tortili in marmo nero, è circondato da una pregevole balaustra settecentesca in ferro battuto e dorato. Dall'alto lato della sala si trova il bimah, il pulpito rialzato in legno. 
Un leggio, quattro grandi candelabri e i banchi con piano a ribalta completano l'arredo del tempio, che è di rito aschenazita.

## Il museo ebraico

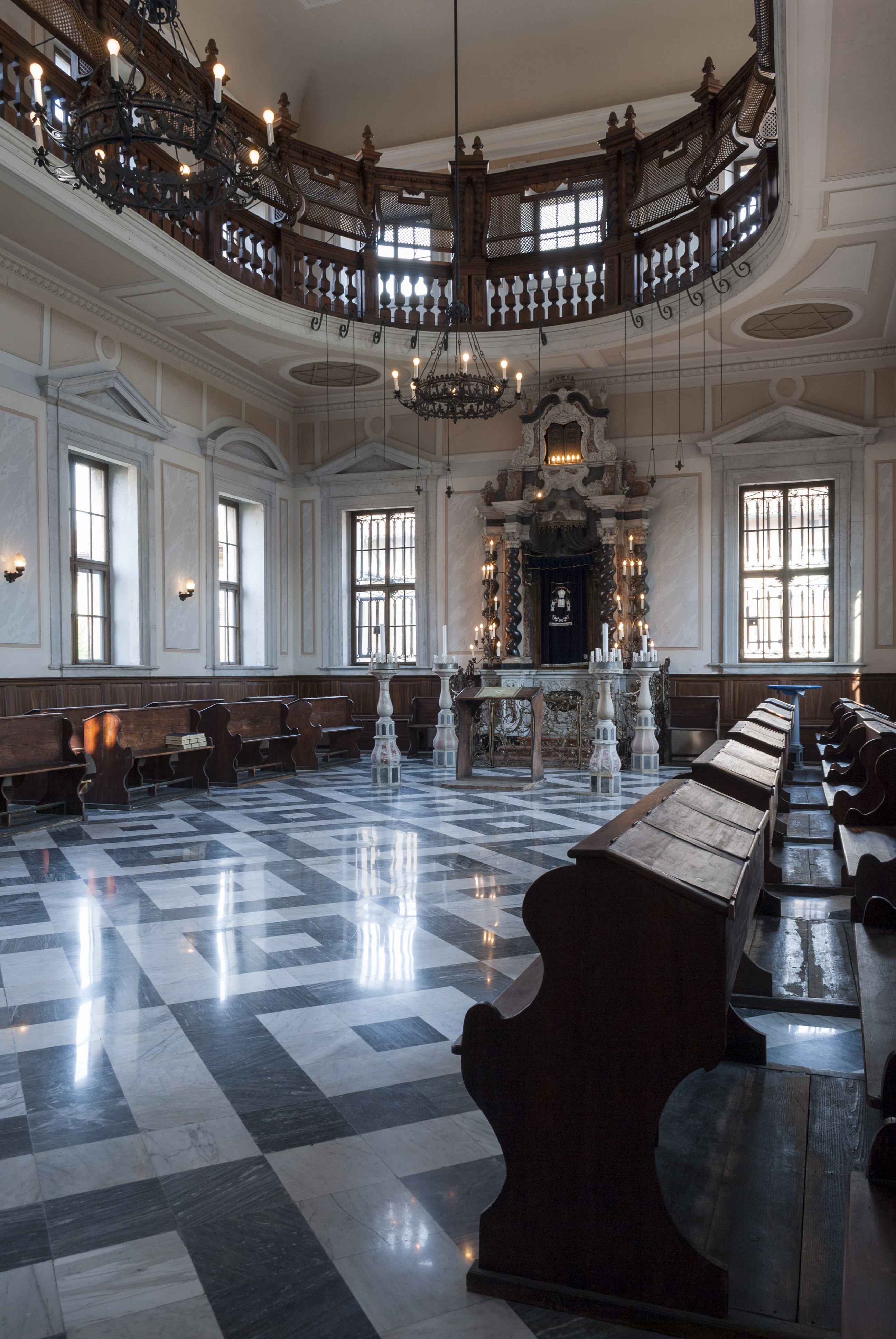
Una veduta interna della sinagoga.

Dal 1998 è stato allestito al pianoterra dell'edificio il moderno museo ebraico intitolato “Gerusalemme sull'Isonzo” che illustra la storia del popolo d'Israele dai tempi biblici alla diaspora con la descrizione dei riti e delle tradizioni.
Una sezione del museo è dedicata alla storia della comunità ebraica di Gorizia e racconta del più antico insediamento ebraico medievale, della nascita seicentesca del ghetto, della partecipazione degli ebrei alla vita economica e sociale goriziana fino al dramma della deportazione. Alcuni pannelli sono dedicati a personaggi illustri: i rabbini Abramo Vita Reggio e Isacco Samuele Reggio, il glottologo Graziadio Isaia Ascoli, la giornalista Carolina Luzzatto, il filosofo Carlo Michelstaedter, il giornalista e scrittore Enrico Rocca, il pittore Vittorio Bolaffio.
La struttura del museo è prevalentemente didattica, con pannelli illustrati e vetrine in cui sono esposti i pochi oggetti originali recuperati dopo l'asportazione degli arredi nel corso della seconda guerra mondiale.
Una saletta del museo è dedicata alle più significative opere pittoriche del filosofo Carlo Michelstaedter (1887-1910), in deposito permanente dal Fondo Carlo Michelstaedter.
Materiali predisposti per la visita della sinagoga sono a disposizione di non vedenti e ipovedenti.
Nel museo si tengono esposizioni temporanee dedicate all'ebraismo e a Israele. Appuntamenti annuali sono organizzati in occasione del Giorno della memoria (27 gennaio), della Giornata europea della cultura ebraica (prima domenica di settembre), nell'anniversario della deportazione degli ebrei goriziani (23 novembre).
La gestione delle attività e delle visite è a cura dell'Associazione Amici di Israele di Gorizia per conto del Comune di Gorizia.